# Козинська сільська територіальна громада
Козинська сільська територіальна громада — територіальна громада України, в  Дубенському районі Рівненської області. Адміністративний центр — село Козин.
Площа громади — 181,44 км², населення — 7498 мешканців (2018).
Утворена 27 квітня 2016 року шляхом об'єднання Березинівської, Добриводської, Жовтневої, Іващуківської, Козинської та Пустоіваннівської сільських рад Радивилівського району.
19 липня 2020 року, в результаті адміністративно-територіальної реформи та ліквідації Радивилівського району, громада увійшла до складу Дубенського району.

## Населені пункти
До складу громади входять 22 села: Березини, Білогорівка, Бригадирівка, Гай, Гранівка, Гусари, Добривода, Дубини, Зарічне, Іванівка, Іващуки, Козин, Курсики, Нова Пляшева, Пасіки, Підвисоке, Пустоіванне, Радихівщина, Рудня, Савчуки, Середнє та Станіслави.